# John Mercer Brooke

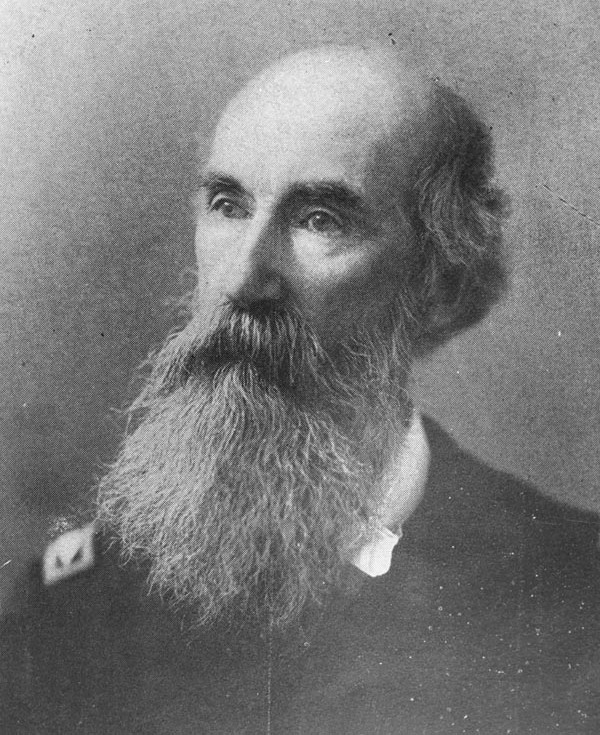
John M. Brooke

John Mercer Brooke (* 18. Dezember 1826 in Tampa, Florida; † 14. Dezember 1906 in Lexington, Virginia) war ein Ausbilder der amerikanischen Marine, Akteur im Amerikanischen Bürgerkrieg und Erfinder von Geschossen.

## Leben und Wirken
Brooke war der Sohn des Generals George Mercer Brooke, der im Mexikanisch-Amerikanischen Krieg diente. Er trat 1841 in die US-Navy ein und schloss 1847 eine Ausbildung an der United States Naval Academy ab. Als Mitarbeiter von Matthew Fontaine Maury am United States Naval Observatory entwickelte er 1852 einen Apparat zur Tiefenvermessung des Ozeanbodens. Später nahm er an Forschungsreisen im Pazifik teil. Ende der 1850er Jahre arbeitete er als Berater und Ausbilder für die japanische Marine und begleitete 1860 an Bord der Kanrin Maru die japanische Gesandtschaft in die USA.
Nach der Sezession Virginias und dem Ausbruch des Bürgerkriegs 1861 schloss er sich der konföderierten Marine (CSN) an. Hier war er am Umbau der erbeuteten Fregatte Merrimack in das Panzerschiff Virginia beteiligt und entwickelte Geschütze und Munition für die Marine. 1863 wurde er Leiter des Bureau of Ordnance and Hydrography der CSN. Nach dem Krieg wurde er Professor am Virginia Military Institute.
Die Fregatte Brooke, Typschiff der Brooke-Klasse, wurde nach ihm benannt.